# Mame Younousse Dieng
Pour les articles homonymes, voir Dieng.
Mame Younousse Dieng (1939-2016) est une femme de lettres sénégalaise.

## Biographie
Née en 1939 à Tivaouane dans le Cayor, d'un père originaire de cette région et d'une mère originaire de Saint-Louis,  elle devient institutrice et directrice d'école.
Mame Younousse Dieng écrit en français et en wolof. Elle est notamment l'auteur du premier roman dans cette langue nationale, Aawo bi, publié en 1992 à Dakar, et de L'ombre en feu, publié en 1997.
Elle est morte le vendredi 1er avril 2016 à son domicile à Dakar,.

## Œuvres
- L'ombre en feu, Dakar, Les Nouvelles Éditions Africaines du Sénégal, 1997, 233 p.  (ISBN 2-7236-1108-6). Aussi, très soutenue par sa fille aînée Ndeye Bogui Sow Camara à qui l'édition de ce livre tenait à cœur.